# Nico Lange
Nico Lange, né le 23 mars 1975, est un homme politique allemand de l'Union chrétienne-démocrate (CDU) qui occupe depuis 2019 le poste de chef de cabinet de la ministre fédérale de la Défense Annegret Kramp-Karrenbauer.

## Biographie

### Enfance et éducation
Lange est né en 1975 à Berlin et a étudié les sciences politiques à l'université de Greifswald. Dans le cadre de son service militaire, il a servi en Bosnie-Herzégovine et au Kosovo.

### Carrière
Grâce à une bourse de la Fondation Robert Bosch, M. Lange a enseigné les relations internationales à l'université d'État de Saint-Pétersbourg, en Russie, de 2004 à 2006.
De 2006 à 2012, M. Lange a dirigé le bureau de la Fondation Konrad Adenauer, affiliée à la CDU, à Kiev, en Ukraine.
À ce titre, il a été nommé par le secrétaire général de la CDU, Peter Tauber, membre d'une commission chargée de rédiger des propositions de réforme du parti entre 2013 et 2017. En 2014, il a présidé un groupe de travail sur l'avenir des partis politiques en Allemagne. En 2014, il a présidé un groupe de travail sur l'avenir des partis politiques en Allemagne. Il a également été membre d'un groupe de travail de la CDU sur les réformes de la politique intérieure. Après que la CDU a perdu les élections dans le Bade-Wurtemberg en 2016, M. Lange a accompagné le vice-président du parti, Thomas Strobl, lors de sa tournée dans le Land, où il a visité les sections locales et discuté avec les membres.
De 2017 à 2018, Lange a dirigé le bureau de la fondation à Washington.
En juin 2019, Lange est annoncé comme directeur général adjoint de la CDU, sous la direction de la présidente nouvellement élue Annegret Kramp-Karrenbauer. Depuis 2019, il est le chef de cabinet de Kramp-Karrenbauer au ministère fédéral de la Défense.
Depuis la guerre russo-ukrainienne de 2022, il intervient dans des médias nationaux en tant qu'expert militaire et expert en sécurité.

### Controverse
En juin 2010, Lange a été arrêté pour espionnage présumé par l'agence ukrainienne de contre-espionnage, le Service de sécurité de l'Ukraine. Après une intervention diplomatique insistante du gouvernement allemand, Lange a été libéré au bout de quelques heures, citant des responsables ukrainiens qui ont déclaré qu'un "malentendu" avait eu lieu.